# Нікітас Ольга Олександрівна
О́льга Олекса́ндрівна Нікітас — капітан медичної служби Збройних сил України, учасниця російсько-української війни, що відзначилася під час російського вторгнення в Україну в 2022 році.

## Нагороди
- орден Данила Галицького (2022) — за особисту мужність і самовіддані дії, виявлені у захисті державного суверенітету та територіальної цілісності України, вірність військовій присязі[1].